# گزنشک
گزنشک روستایی در دهستان کرغند بخش نیمبلوک شهرستان قائنات استان خراسان جنوبی ایران است. بر پایه سرشماری عمومی نفوس و مسکن در سال ۱۳۹۰ جمعیت این روستا ۶۰۶ نفر (در ۱۷۱ خانوار) بوده‌است.